# Всього одна ніч
«Всього одна ніч» — радянський художній фільм 1976 року, знятий на кіностудії «Білорусьфільм».

## Сюжет
Розповідь про те, як протягом однієї ночі було розкрито злочин, скоєний на околиці міста, де було виявлено зазнале аварії таксі і неподалік знайдено тіло вбитої людини.

## У ролях
- Михайло Глузський — Олексій Кузьмич Боровий, підполковник міліції з 30-річним стажем
- Володимир Новиков — Сергій Боровий, лейтенант міліції
- Юрій Гончаров — Мотильков, співробітник міліції
- Костянтин Леневський — Льошка
- Михайло Голубович — Віталій
- Сергій Проханов — Пашка Пузирьов
- Леонід Кміт — Прокопій Степанович, швейцар ресторану аеропорту
- Лія Гудадзе — Лія Іллівна, директор ресторану
- Федір Шмаков — пекар
- Віктор Тарасов — Паніхін, приятель Юркова (озвучування — Михайло Погоржельський)
- Людмила Безугла — епізод
- Олексій Преснєцов — Микола Андрійович Аніхін, генерал міліції
- Георгій Дубов — свідок (озвучування — Борис Іванов)
- Анна Дубровіна — Ніна Шлик, дружина свідка
- Лариса Зайцева — Клава Голубкова
- Ростислав Шмирьов — капітан міліції Соболєв
- Тамара Трушина — «турботлива» сусідка Ніночки
- Павло Кормунін — Петро Іванович Куницький, пастижер (озвучування — Борис Іванов)
- Володимир Нікітін — Євген Михайлович Лісіцин, пілот, однокласник Шліхт
- Олександр Суснін — Ляхович, диспетчер автопарку, викликаний на місце події
- Володимир Січкар — Сеня, відвідувач ресторану
- Світлана Михалькова — Ніночка
- Світлана Турова — епізод
- Тетяна Чекатовська — Еля
- Юрій Ступаков — Юрков, гість на ювілеї Анатолія Федоровича
- Валентин Букін — Костя, відвідувач ресторану
- Олександр Безпалий — відвідувач ресторану
- Володимир Грицевський — офіціант
- Юрій Баталов — Юрій, співробітник міліції
- Нінель Жуковська — адміністратор ресторану

## Знімальна група
- Режисер — Йосип Шульман
- Сценаристи — Арі Ваксер, Михайло Баран, Кирило Рапопорт
- Оператор — Григорій Масальський
- Композитор — Станіслав Пожлаков
- Художник — Юрій Альбицький